# فردیناند کورلباوم
 فردیناند کورلباوم (انگلیسی: Ferdinand Kurlbaum؛ زاده ۴ اکتبر ۱۸۵۷ درگذشته ۲۹ ژوئیهٔ ۱۹۲۷) یک فیزیک‌دان اهل آلمان بود.